# ヨース・ファン・ワッセンホフ
ヨース・ファン・ワッセンホフ （Joos van Wassenhove) （1410年頃 - 1480年頃））は初期フランドル派の画家。画家としてのキャリア後期はイタリアのウルビーノ公国で活動し、「ヘントのユストゥス (Justus / Jodocus of Ghent)」として知られる。
画家で画家・彫刻家・建築家列伝の著者でもあるヴァザーリや歴史家グイチャルディーニの著書に「ヘントのユストゥス」として名前が挙がっているが、当時のヘントの公式記録を精査してもワッセンホフの消息はまったく分からない。16世紀のフランドル人年代記作家は、ヴァザーリのわずかで不確かな情報を拡大解釈してワッセンホフがフーベルト・ファン・エイクの弟子だったと記述している。ヘントに存在した芸術家のギルドである聖ルカ組合の組合員名簿から、15世紀にヨース (Joos)、ヨドクス (Jodocus) という名前の芸術家が6人いたことが分かっている。しかしこれら6人の芸術家の作品は残っておらず、ワッセンホフの作品と比較することが出来ないため、6人のうちの誰がワッセンホフなのかは判断できない。

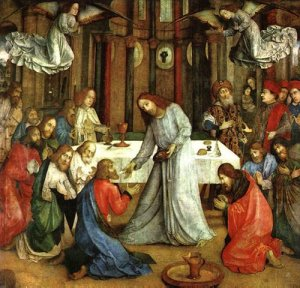
『12使徒の聖体拝受』, 国立マルケ美術館, 1465年 - 1474年

1465年から1474年にかけてワッセンホフは、ヴァザーリが記録を残し、現在はウルビーノの国立マルケ美術館に所蔵されている『12使徒の聖体拝受 (Comunione degli apostoli )』を描いた。この絵画はウルビーノ公フェデリーコ・ダ・モンテフェルトロの依頼でコーパス・クリスティ組合のために描かれたもので、絵画中にモンテフェルトロの姿が当時ウルビーノ宮廷に使節として訪れていたペルシア人カテリノ・ゼノとともに描かれている。この絵画の存在が、ワッセンホフが1426年に死去したフーベルト・ファン・エイクの弟子ではなかったことの証明で、もっと後期の画家、例えばディルク・ボウツなどに師事していたと考えられる。

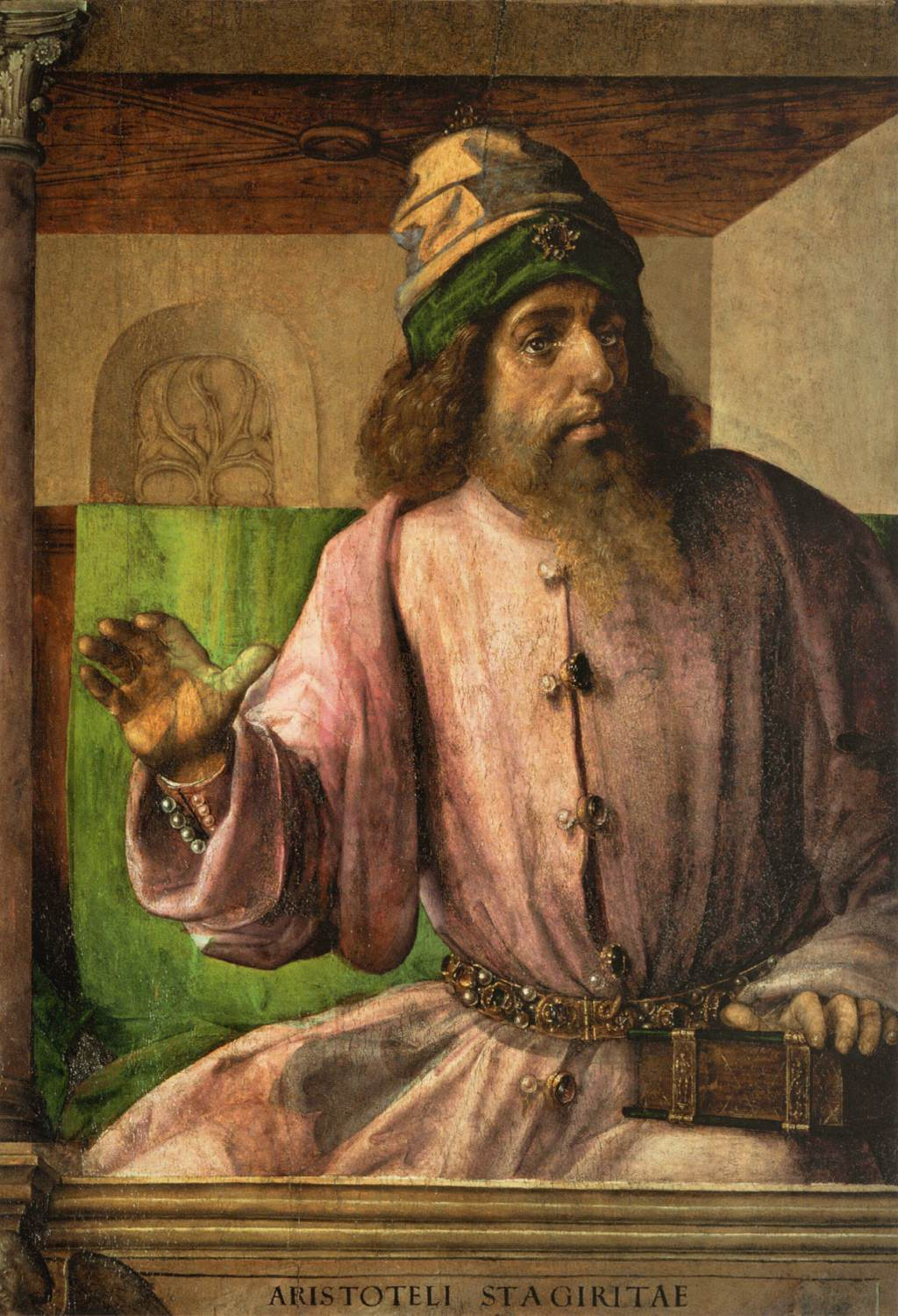
『アリストテレス』, 28枚の肖像画の一枚, ルーブル美術館, 1476年ごろ

ワッセンホフの画面構成力、素描技術は同時代のほかのフランドル派の画家たちと比べて優れているとはいえない。肖像画に見るべきものはあるが、そこに描かれた人物の性格や感情の表現力に欠けている。技術的にはウィーンの美術史美術館に何枚かの肖像画が所蔵されているヘールトヘン・トット・シント・ヤンスとよく比較される。フィレンツェの書籍販売業者で、ダ・モンテフェルトロの古物収集趣味の多くを満たしたと考えられるウェスパシアヌスという男の記録に、ウルビーノ公が近年建設したウルビーノの宮殿を飾るために、古代の偉人、著名人の肖像画を描くことが出来る有能な画家をネーデルラントに求めたと明記されている。現在パリのルーブル美術館とウルビーノの国立マルケ美術館が所蔵するモーゼやアリストテレスなどを描いたこれら28枚の肖像画の作者こそが、ヨース・ファン・ワッセンホフだと考えられている。
しかしながら28枚の肖像画と、『12使徒の聖体拝受』とでは作風に相違点が見られる。これは肖像画を描くにあたって、ワッセンホフがイタリアルネサンスの巨匠フォルリやラファエロの父ジョヴァンニ・サンティらの作品を研究し、自身のそれまでのフランドル風絵画にイタリア的絵画技法を融合させた結果だと考えられている。後にラファエロは一連の肖像画を絶賛しただけでなく、ヴェネツィアのアカデミア美術館にはラファエロの手による模写まで存在している。
ジェノヴァのサンタ・マリア・ディ・カステッロ修道院に『受胎告知』（1451年）の壁画があり、作者のユストゥス・ダルマーニャ (Justus d'Allamagna ) はワッセンホフと同一人物ではないかという説がある。しかしながら根拠のある説ではなく、『受胎告知』の作風や色使いからするとダルマーニャは確実にドイツ南方の出身で、ウルビーノの同名のヘントのユストゥス＝ヨース・ファン・ワッセンホフはネーデルラントの生まれである。